# Lichtwachter (Schokland)
Le Lichtwachter est une maison construite en 1901 pour le gardien du phare, sur l'ancienne île de Schokland, dans la commune néerlandaise de Noordoostpolder, province du Flevoland.

## Histoire
Alors que Schokland est évacuée en 1859 sur ordre gouvernemental à cause des risques d'inondations, plusieurs fonctionnaires restent en poste sur l'île, afin veiller sur le port et le phare. Une maison à usage d'habitation, destinée au gardien du phare, est construite en 1901 à Emmeloord, dans la partie nord de l'île. Un second bâtiment est ajouté en 1922, la « misthoornhuisje », qui abrite la corne de brume. 
Lorsque la commune de Noordoostpolder est créée, après l'assèchement du polder, la maison du gardien est utilisée comme logement, comme lieu de stockage et pour accueillir des groupes de personnes. En 1996, le bâtiment est aménagé comme salle de réunion. 
Le complexe est reconnu comme un monument national néerlandais, en raison de son importance culturelle et historique. Le complexe fait partie du site du patrimoine mondial de Schokland.

## Phare
Une réplique de l'ancien phare est érigée en 2007, à côté de la maison.

## Galerie

Lichtwachter
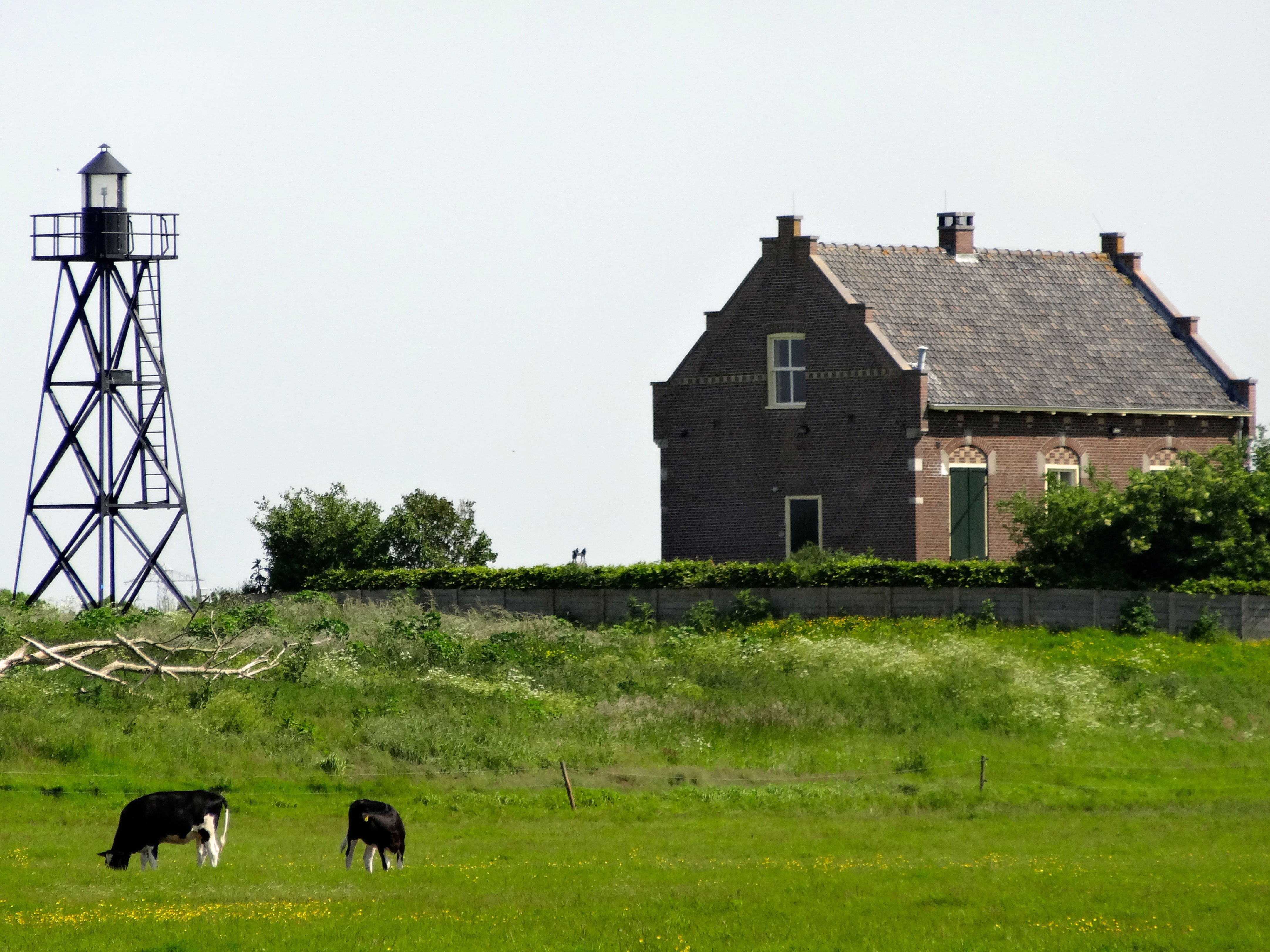
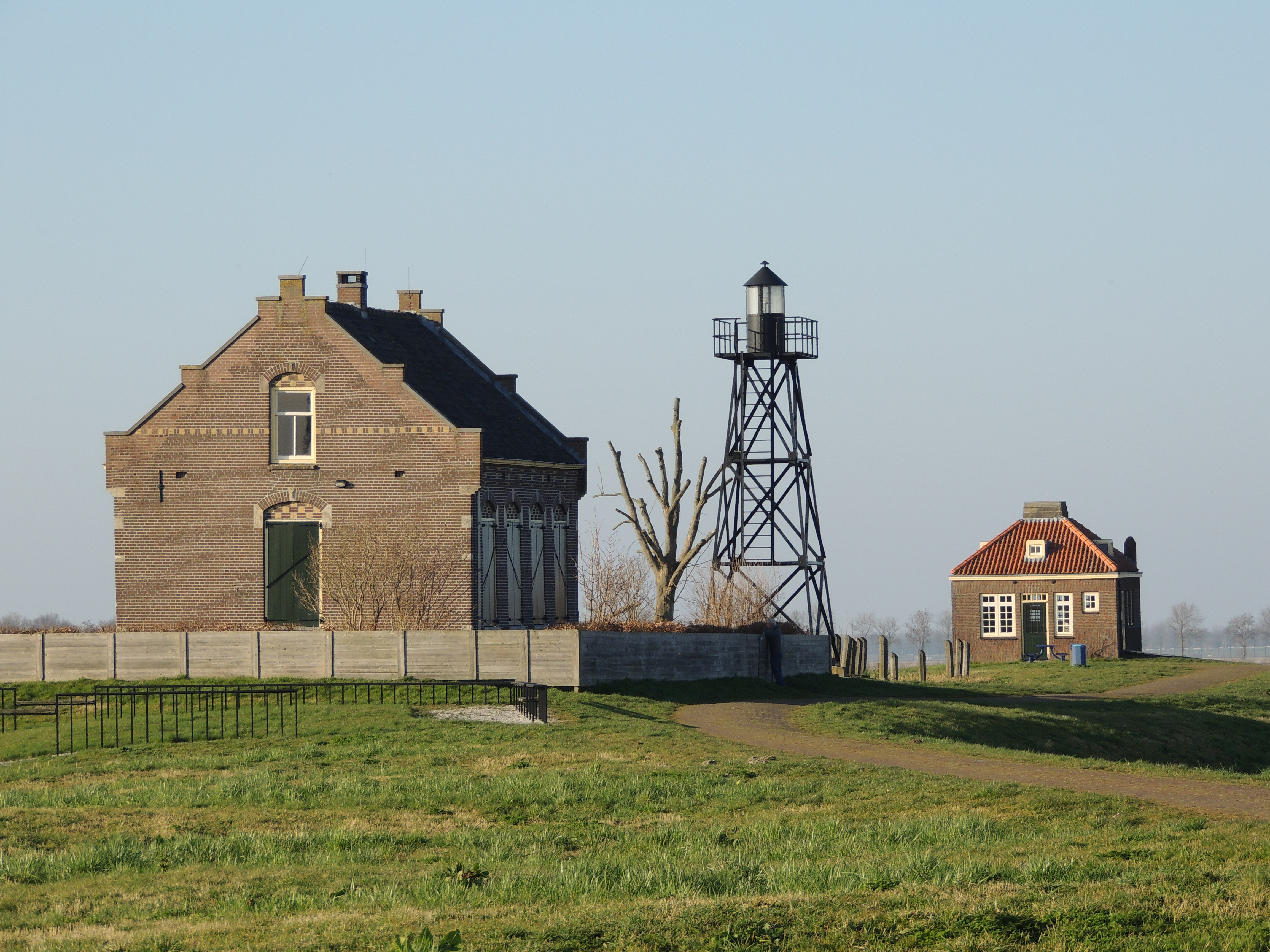
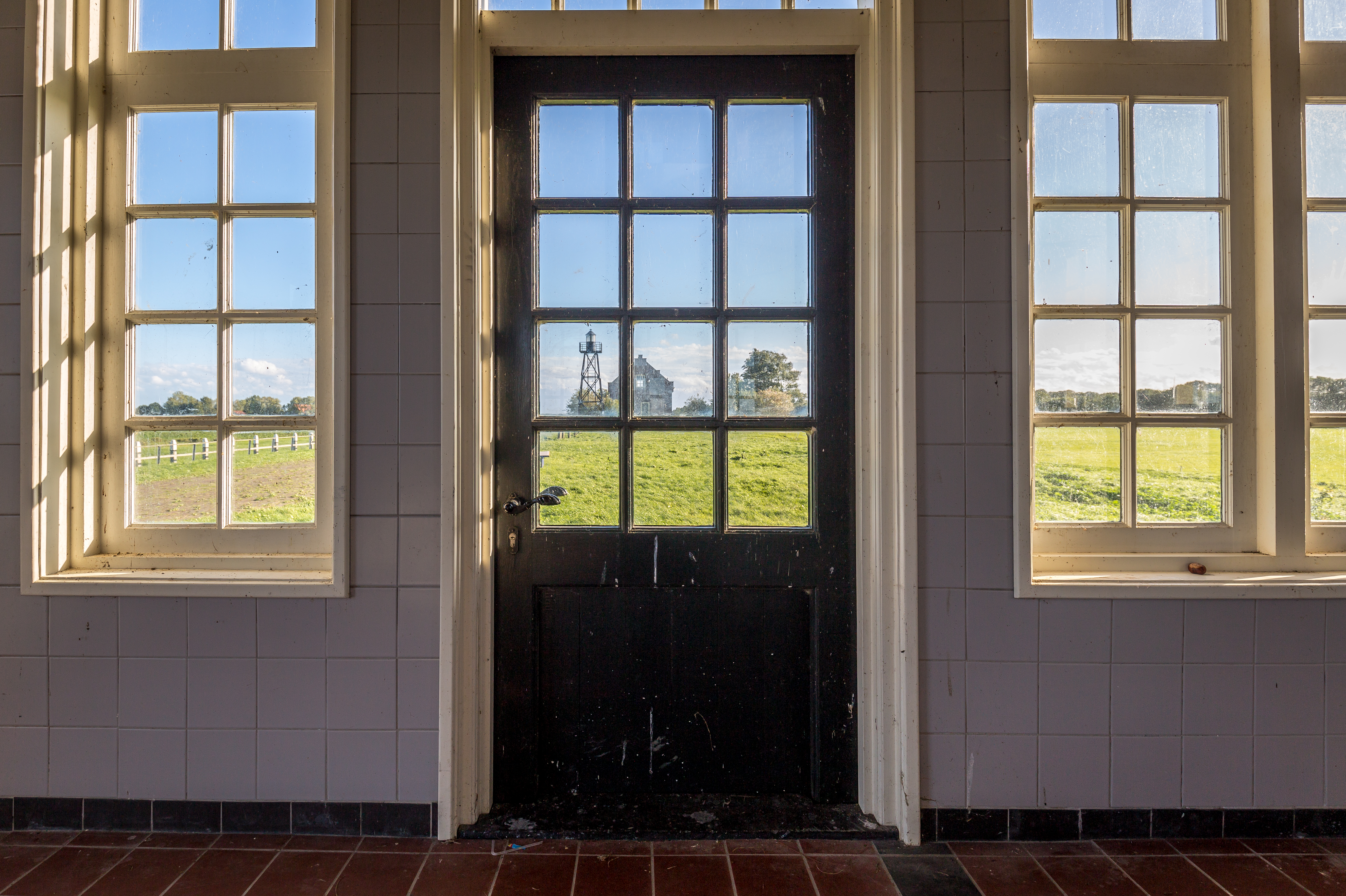
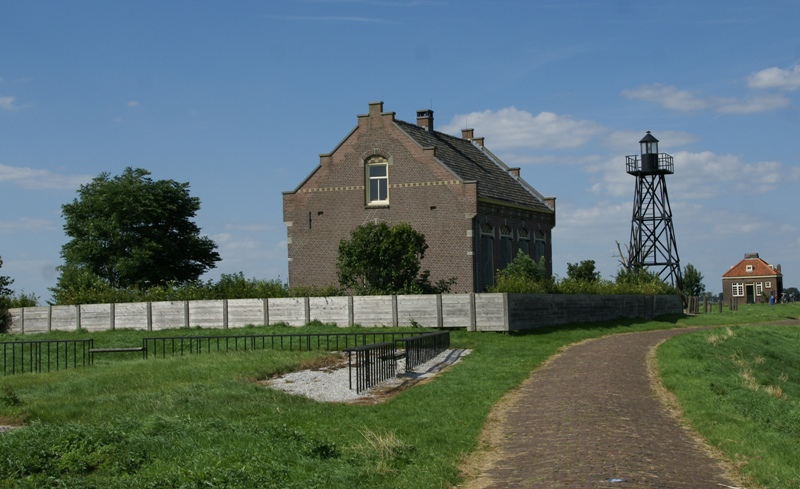
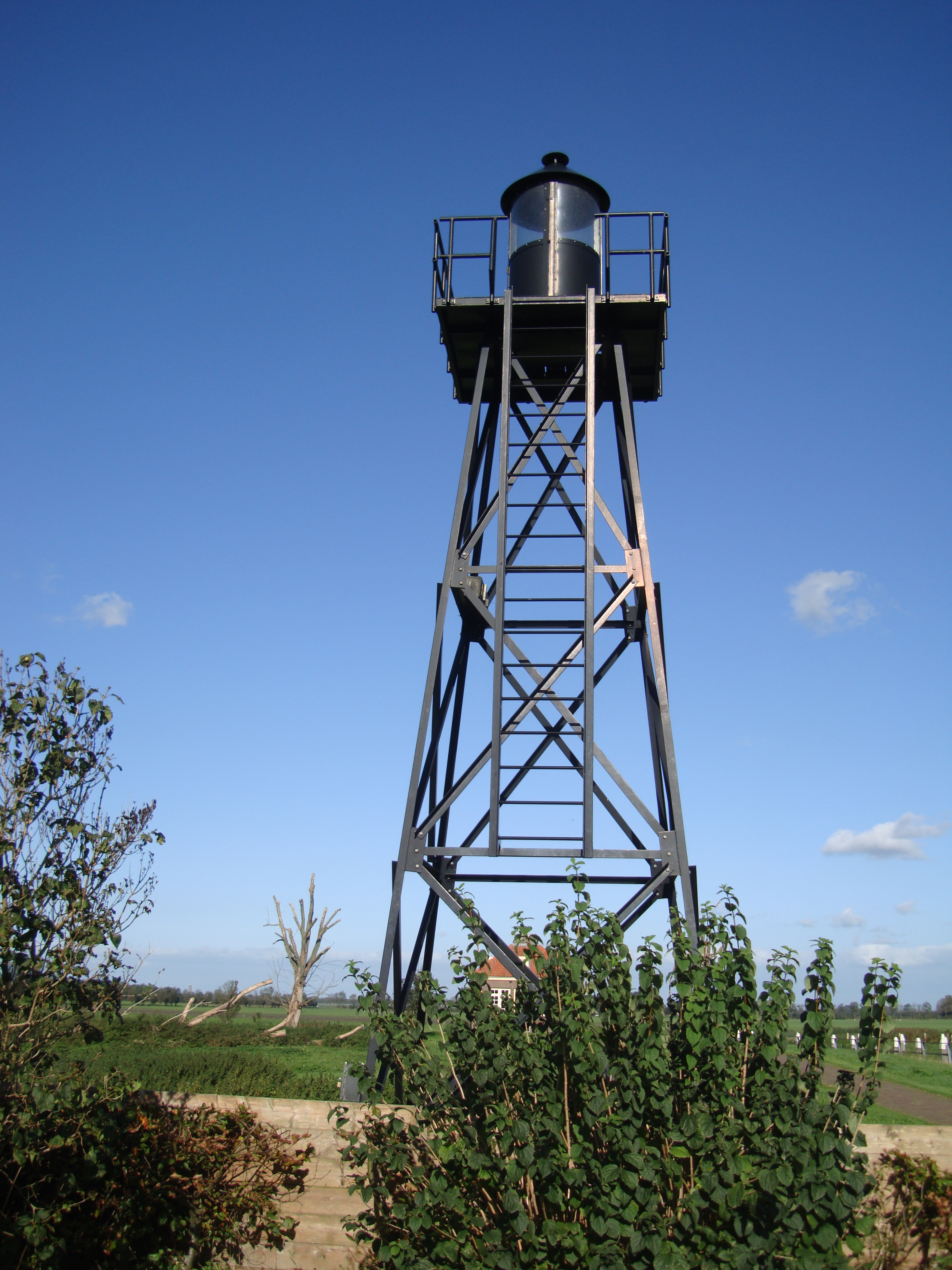
Réplique du phare